# 373
373 foi um ano comum do século IV que teve início e terminou a uma terça-feira, segundo o Calendário Juliano. A sua letra dominical foi F.
| Ano completo                       |
| ---------------------------------- |
| Ano comum com início à terça-feira |

## Mortes
- Atanásio de Alexandria, teólogo cristão (n. 295)